# UNCAF-mästerskapet 1991
UNCAF-mästerskapet 1991 var den första säsongen av UNCAF-mästerskapet (centralamerikanska mästerskapet). Fyra nationer deltog, värdnationen Costa Rica, El Salvador, Guatemala och Honduras. Turneringen fungerade även som kval till Gold Cup 1991, då de tre bästa lagen kvalificerade sig.

## Tabell
| Nr | Lag         | S | V | O | F | GM | IM | MS | P |
| -- | ----------- | - | - | - | - | -- | -- | -- | - |
| 1  | Costa Rica  | 3 | 3 | 0 | 0 | 10 | 1  | +9 | 6 |
| 2  | Honduras    | 3 | 1 | 1 | 1 | 2  | 3  | −1 | 3 |
| 3  | Guatemala   | 3 | 0 | 2 | 1 | 0  | 1  | −1 | 2 |
| 4  | El Salvador | 3 | 0 | 1 | 2 | 2  | 9  | −7 | 1 |

## Matcher
|             | 26 maj 1991 | El Salvador | 0 – 0   | Guatemala | Estadio Nacional                                    |                                                     |
| 10:00 UTC−6 | 10:00 UTC−6 |             | Rapport |           | San José Publik: 11 000 Domare: Vincent Mauro (USA) | San José Publik: 11 000 Domare: Vincent Mauro (USA) |
| 10:00 UTC−6 | 10:00 UTC−6 |             |         |           | San José Publik: 11 000 Domare: Vincent Mauro (USA) | San José Publik: 11 000 Domare: Vincent Mauro (USA) |
| 10:00 UTC−6 | 10:00 UTC−6 |             |         |           | San José Publik: 11 000 Domare: Vincent Mauro (USA) | San José Publik: 11 000 Domare: Vincent Mauro (USA) |

|             | 26 maj 1991 | Costa Rica                       | 2 – 0           | Honduras | Estadio Nacional                                                   |                                                                    |
| 12:00 UTC−6 | 12:00 UTC−6 | Róger Gómez 11′ Claudio Jara 52′ | (1 – 0) Rapport |          | San José Publik: 15 000 Domare: Carlos Javier Castellanos (Mexiko) | San José Publik: 15 000 Domare: Carlos Javier Castellanos (Mexiko) |
| 12:00 UTC−6 | 12:00 UTC−6 |                                  |                 |          | San José Publik: 15 000 Domare: Carlos Javier Castellanos (Mexiko) | San José Publik: 15 000 Domare: Carlos Javier Castellanos (Mexiko) |
| 12:00 UTC−6 | 12:00 UTC−6 |                                  |                 |          | San José Publik: 15 000 Domare: Carlos Javier Castellanos (Mexiko) | San José Publik: 15 000 Domare: Carlos Javier Castellanos (Mexiko) |

|             | 29 maj 1991 | Guatemala | 0 – 0   | Honduras | Estadio Nacional                                                |                                                                 |
| 18:30 UTC−6 | 18:30 UTC−6 |           | Rapport |          | San José Publik: 10 000 Domare: Berny Ulloa Morera (Costa Rica) | San José Publik: 10 000 Domare: Berny Ulloa Morera (Costa Rica) |
| 18:30 UTC−6 | 18:30 UTC−6 |           |         |          | San José Publik: 10 000 Domare: Berny Ulloa Morera (Costa Rica) | San José Publik: 10 000 Domare: Berny Ulloa Morera (Costa Rica) |
| 18:30 UTC−6 | 18:30 UTC−6 |           |         |          | San José Publik: 10 000 Domare: Berny Ulloa Morera (Costa Rica) | San José Publik: 10 000 Domare: Berny Ulloa Morera (Costa Rica) |

|             | 29 maj 1991 | Costa Rica                                                                           | 7 – 1           | El Salvador        | Estadio Nacional                                                        |                                                                         |
| 20:30 UTC−6 | 20:30 UTC−6 | Claudio Jara 17′, 41′, 48′ Leonidas Flores 21′ Norman Gómez 63′, 89′ Róger Gómez 66′ | (3 – 1) Rapport | 16′ Raúl Díaz Arce | San José Publik: 10 000 Domare: Arlington Success (Antigua och Barbuda) | San José Publik: 10 000 Domare: Arlington Success (Antigua och Barbuda) |
| 20:30 UTC−6 | 20:30 UTC−6 |                                                                                      |                 |                    | San José Publik: 10 000 Domare: Arlington Success (Antigua och Barbuda) | San José Publik: 10 000 Domare: Arlington Success (Antigua och Barbuda) |
| 20:30 UTC−6 | 20:30 UTC−6 |                                                                                      |                 |                    | San José Publik: 10 000 Domare: Arlington Success (Antigua och Barbuda) | San José Publik: 10 000 Domare: Arlington Success (Antigua och Barbuda) |

|             | 2 juni 1991 | El Salvador          | 1 – 2           | Honduras                                     | Estadio Nacional                                           |                                                            |
| 10:00 UTC−6 | 10:00 UTC−6 | Guillermo Rivera 77′ | (0 – 1) Rapport | 2′ Juan Carlos Espinoza 58′ Gilberto Machado | San José Publik: 15 000 Domare: Jorge Meléndez (Guatemala) | San José Publik: 15 000 Domare: Jorge Meléndez (Guatemala) |
| 10:00 UTC−6 | 10:00 UTC−6 |                      |                 |                                              | San José Publik: 15 000 Domare: Jorge Meléndez (Guatemala) | San José Publik: 15 000 Domare: Jorge Meléndez (Guatemala) |
| 10:00 UTC−6 | 10:00 UTC−6 |                      |                 |                                              | San José Publik: 15 000 Domare: Jorge Meléndez (Guatemala) | San José Publik: 15 000 Domare: Jorge Meléndez (Guatemala) |

|             | 2 juni 1991 | Costa Rica       | 1 – 0           | Guatemala | Estadio Nacional                                             |                                                              |
| 12:00 UTC−6 | 12:00 UTC−6 | Claudio Jara 32′ | (1 – 0) Rapport |           | San José Publik: 16 500 Domare: José Luis Fuentes (Honduras) | San José Publik: 16 500 Domare: José Luis Fuentes (Honduras) |
| 12:00 UTC−6 | 12:00 UTC−6 |                  |                 |           | San José Publik: 16 500 Domare: José Luis Fuentes (Honduras) | San José Publik: 16 500 Domare: José Luis Fuentes (Honduras) |
| 12:00 UTC−6 | 12:00 UTC−6 |                  |                 |           | San José Publik: 16 500 Domare: José Luis Fuentes (Honduras) | San José Publik: 16 500 Domare: José Luis Fuentes (Honduras) |